# Michel Hellman
Michel Hellman (né le 25 mai 1978 à Montréal) est un auteur de bande dessinée québécois.

## Biographie
Né d'un père américain et d'une mère française, il est le frère du chanteur Thomas Hellman. Il s'installe à Montréal après des études en histoire de l'art. Ses récits adoptent une approche s'inspirant de l'anthropologie : l'observation d'un quartier, comme le Mile End, ou d'une région, le grand nord du Québec pour lequel il entretient une affection particulière. Il porte un regard sincère, attentif aux préjugés, sur les usages, les codes sociaux, l'architecture, le tissu urbain,  le paysage. Dans certaines œuvres, il choisit de se représenter sous l'apparence d'un ours, comme Art Spiegelman l'a fait avant lui avec une souris. Ce dispositif littéraire agit comme un masque qui permet au lecteur de se projeter plus facilement dans les personnages.
Parmi les artistes qui l'ont également influencé, on compte Pascal Girard, Lisa Mandel, Boulet, Guy Delisle, et du côté de l'art contemporain Marcel Dzama, Ed Pien.
En 2019, Michel Hellman s'associe avec Pascal Girard afin d'illustrer des éléments typiques du quartier du Mile End, à Montréal. Les deux dessinateurs ont incarné ce quartier dans leurs œuvres. Leurs illustrations composent un ouvrage qui a été publié pour souligner le quinzième anniversaire de Mémoire du Mile End. Cette dernière est une société d'histoire locale qui organise des visites commentées du quartier.  
Michel Hellman tient un carnet de croquis en ligne et partage, sur un site personnel, des créations littéraires, des réflexions, des photos et des dessins.

## Publications

### Albums
- Débarqués, en collaboration avec André Marois (scénario), La Pastèque, 2022[5].
- Portraits du Mile End, en collaboration avec Pascal Girard, Mémoire du Mile End, 2019.
- Nunavik, Pow Pow, 2016[6].
- Le petit guide du Plan Nord, L'Oie de Cravan, 2013.
- Mile End, Pow Pow, 2011.
- Iceberg, Colosse, 2010.

## Distinctions
- 2016 : Finaliste Prix Bédélys Monde[7] pour Nunavik